# Imgo-myeon
Imgo-myeon (koreanska: 임고면) är en socken i den östra delen av Sydkorea, 250 km sydost om huvudstaden Seoul. Den ligger i kommunen Yeongcheon i provinsen Norra Gyeongsang.